# تپه چشمه نی
تپه چشمه نی مربوط به هزاره اول قبل از میلاد است و در شهرستان شاهرود، بخش میامی، دهستان نردین واقع شده و این اثر در تاریخ ۱۰ دی ۱۳۸۱ با شمارهٔ ثبت ۶۵۸۲ به‌عنوان یکی از آثار ملی ایران به ثبت رسیده است.